# Clorat de potasiu
Cloratul de potasiu este un compus anorganic ce conține potasiu, clor și oxigen, fiind sarea de potasiu a acidului cloric, și are formula KClO3. În forma sa pură, este o substanță cristalină albă. Este utilizată pentru proprietățile sale oxidante, ca agent oxidant, la prepararea oxigenului, ca dezinfectant, în chibrituri și ca explozibil (în artificii).

## Obținere
La scară industrială, cloratul de potasiu se obține prin procedeul Liebig, care presupune trecerea clorului prin hidroxid de calciu încălzit, iar ulterior adăugând clorură de potasiu:

{\displaystyle {\ce {{6Ca(OH)2}+ 6Cl2 -> {Ca(ClO3)2}+ {5CaCl2}+ 6H2O}}}
{\displaystyle {\ce {{Ca(ClO3)2}+ 2KCl -> {2KClO3}+ CaCl2}}}
Cloratul de potasiu mai poate fi produs în cantități mici printr-o reacție de disproporționare a unei soluții de hipoclorit, urmată de o reacție de dublu schimb cu clorura de potasiu:
{\displaystyle {\ce {{3NaClO}-> {2NaCl}+ {NaClO3}}}}
{\displaystyle {\ce {{KCl}+ {NaClO3}-> {NaCl}+ {KClO3}}}}